# ابتسام مراس
ابتسام مراس هي سياسية ونائبة برلمانية مغربية وُلدت في مدينة الناظور في المغرب.

## مسيرتها المهنية والسياسية
أنتخبت ابتسام مراس كعضو في البرلمان المغربي في الانتخابات التشريعية المغربية لعام 2016 وحتى عام 2021 عن الدائرة الانتخابية الوطنية الجزء الأول المخصص للنساء كممثلة لحزب الاتحاد الاشتراكي للقوات الشعبية عن دائرة مدينة الناظور، وضمن الكتلة البرلمانية للفريق الاشتراكي، وكانت عضو لجنة المالية والتنمية الاقتصادية بمجلس النواب المغربي، تقدمت ابتسام مراس في عام 2020 بمقترح للبرلمان المغربي لإلغاء معاشات البرلمانيين. كما كانت أول إمرأة تترأس لجنة استطلاعية بمجلس النواب المغربي، وكان ذلك في عام 2021.